# Saint-Martin-du-Bois (Maine i Loira)
Saint-Martin-du-Bois és un municipi francès situat al departament de Maine i Loira i a la regió de País del Loira. L'any 2007 tenia 793 habitants.

## Demografia

### Població
El 2007 la població de fet de Saint-Martin-du-Bois era de 793 persones. Hi havia 285 famílies de les quals 66 eren unipersonals (29 homes vivint sols i 37 dones vivint soles), 87 parelles sense fills, 111 parelles amb fills i 21 famílies monoparentals amb fills.
La població ha evolucionat segons el següent gràfic:
Habitants censats

### Habitatges
El 2007 hi havia 320 habitatges, 286 eren l'habitatge principal de la família, 10 eren segones residències i 24 estaven desocupats. 309 eren cases i 11 eren apartaments. Dels 286 habitatges principals, 192 estaven ocupats pels seus propietaris, 92 estaven llogats i ocupats pels llogaters i 3 estaven cedits a títol gratuït; 18 tenien dues cambres, 54 en tenien tres, 53 en tenien quatre i 163 en tenien cinc o més. 227 habitatges disposaven pel capbaix d'una plaça de pàrquing. A 118 habitatges hi havia un automòbil i a 135 n'hi havia dos o més.

### Piràmide de població
La piràmide de població per edats i sexe el 2009 era:
| Homes | Edats   | Dones |
| ----- | ------- | ----- |
| 2     | 95 o +  | 6     |
| 4     | 90 a 94 | 4     |
| 11    | 85 a 89 | 12    |
| 7     | 80 a 84 | 13    |
| 24    | 75 a 79 | 17    |
| 16    | 70 a 74 | 27    |
| 18    | 65 a 69 | 17    |
| 10    | 60 a 64 | 16    |
| 9     | 55 a 59 | 15    |
| 16    | 50 a 54 | 9     |
| 24    | 45 a 49 | 22    |
| 25    | 40 a 44 | 19    |
| 26    | 35 a 39 | 21    |
| 17    | 30 a 34 | 24    |
| 23    | 25 a 29 | 18    |
| 16    | 20 a 24 | 12    |
| 21    | 15 a 19 | 27    |
| 30    | 10 a 14 | 24    |
| 28    | 5 a 9   | 25    |
| 12    | 0 a 4   | 19    |

## Economia
El 2007 la població en edat de treballar era de 433 persones, 337 eren actives i 96 eren inactives. De les 337 persones actives 318 estaven ocupades (178 homes i 140 dones) i 19 estaven aturades (8 homes i 11 dones). De les 96 persones inactives 34 estaven jubilades, 33 estaven estudiant i 29 estaven classificades com a «altres inactius».

### Ingressos
El 2009 a Saint-Martin-du-Bois hi havia 299 unitats fiscals que integraven 829,5 persones, la mediana anual d'ingressos fiscals per persona era de 15.036 €.

### Activitats econòmiques
Dels 31 establiments que hi havia el 2007, 2 eren d'empreses alimentàries, 2 d'empreses de construcció, 9 d'empreses de comerç i reparació d'automòbils, 4 d'empreses d'hostatgeria i restauració, 2 d'empreses financeres, 4 d'empreses immobiliàries, 4 d'empreses de serveis, 3 d'entitats de l'administració pública i 1 d'una empresa classificada com a «altres activitats de serveis».
Dels 7 establiments de servei als particulars que hi havia el 2009, 1 era una oficina bancària, 1 taller de reparació d'automòbils i de material agrícola, 1 lampisteria, 1 electricista, 1 perruqueria i 2 restaurants.
Dels 5 establiments comercials que hi havia el 2009, 1 era una botiga de menys de 120 m², 2 fleques, 1 una botiga de mobles i 1 una perfumeria.
L'any 2000 a Saint-Martin-du-Bois hi havia 51 explotacions agrícoles que ocupaven un total de 1.692 hectàrees.

## Equipaments sanitaris i escolars
L'únic equipament sanitari que hi havia el 2009 era una farmàcia.
El 2009 hi havia 2 escoles elementals.

## Poblacions més properes
El següent diagrama mostra les poblacions més properes.